# Synechocryptus subtegularis
Synechocryptus subtegularis är en stekelart som beskrevs av Schwarz 2005. Synechocryptus subtegularis ingår i släktet Synechocryptus och familjen brokparasitsteklar. Inga underarter finns listade i Catalogue of Life.